# Салах Джадид
Салах Джадід (араб. صلاح جديد 1926—1993) — сирійський військовий, державний діяч, а також фактичний керівник Сирії у 1966—1970 роках

## Ранні етапи біографії
Народився в алавітському селі поблизу міста Джебла. Навчався у військовій академії Хомса, у 1946 році поступив на службу до сирійської армії. Деякий час був членом Сирійської соціал-націоналістичної партії, але потім став членом партії Баас, проте все ще мав близькі відносини з ССНП, оскільки його брат Гассан був одним з її лідерів. У 50-х роках став членом Руху арабського націоналізму, головою якого був Гамаль Абдель Насер. Він підтримав створення Об'єднаної Арабської Республіки (єдиної держави Єгипту та Сирії . У період існування ОАР Салах Джадид служив у Каїрі. Однак у вересні 1961 року ОАР все ж таки розпалася, до влади в Сирії прийшов Назім аль-Кудсі, Джадид, поряд з багатьма членами партії Баас, був вигнаний з армії, в 1962 році вони почали підготовку військового перевороту .

## Перевороти 1963 та 1966 років
8 березня 1963 року був проведений переворот, результатом якого став арешт президента Назіма аль-Кудсі, та вигнання до Лівану прем'єр-міністра Халеда Бей аль-Азєма. Офіцери-баасісти були відновленні у армії, у країні встановилась однопартійна парламентська система. Хафез Асад, Мухаммед Умран, Самі аль-Джунді та Салах Джадид стали основними фігурами в уряді президента Аміна аль-Хазефа та прем'єр-міністра Салах ад-Діна Бітара. У серпні 1963 року Джадид був назначений начальником головного штабу сирійської армії. У цей час почались загострення стосунків між Аміном та Бітаром, які хотіли демілітаризації уряду, з однієї сторони, та офіцерської верхівки — з іншої. Позиції Джидада ще укріпились коли він був назначений помічником генерального секретаря регіонального командування, та коли в 1965 року прем'єр-міністром став його друг Юсуф аз-Зуайін. Джадід постарався позбутись від усіх можливих противників у боротьбі за владу, звільнив з армії ряд нелояльних офіцерів, а також відправив Мухаммада Умрана послом Іспанії.
23 лютого 1966 року Джадид та Хафез Асад зробили черговий військовий переворот: лідери та засновники партії Баас Мишель Афляк та Салах ад-Дін Бітар були відправленні у вигнання, Хазеф Асад став міністром оборони, а президентом став близький до Джадида Нуреддін аль-Атассі. Сам Джадид заняв скромний пост заступника генерального секретаря партії Баас. До перевороту в 1970 році, Салах Джадид фактично був очільником Сирії.
У кінці 1966 року Салім Хатум, один із учасників подій 1963 і 1966 років, відчув себе приниженим через відсутність його назначення на регіональне керівництво в лютому. Він бажав повернення першого секретаря регіонального командування після того, як сирійське регіональне відділення повернулося до влади, намагався провести переворот проти Джадида, але потерпів невдачу. Під час візиту в Сувайду Джадид і Атассі були оточені місцевими військами, які були віддані Хатуму. Однак старійшини міста не дозволили вбити гостей і запропонували змовникам зачекати, через це Джадід, якого Хатум намір був вбити при першій нагоді, був поміщений під домашній арест. Для придушення повстання Асад направив 70 бронетанкову бригаду. Місто було піддано артилерійському обстрілу і повітряному бомбардуванню. Хатум і його прихильники втекли до Йорданії, де їм було надано політичний притулок.

## При владі

### Зовнішня політика
Зовнішня політика Сирії під час уряду Джадіда характеризувалася загостренням відносин із рядом арабських країн (Ліваном, Йорданією, Іраком, Саудівською Аравією). Єдиним дійсним союзником Сирії в регіоні залишався Єгипет. Джадід збільшив підтримку Організації звільнення Палестини. Саме до періоду фактичного управління Джадіда належить участь Сирії в Шестиденній війні, яка завершилася поразкою арабських країн та втратою Сирією Голанських висот. Салах Джадід продовжив курс на зближення з СРСР .

### Внутрішня політика. Конфлікт із Хафезом Асадом
Внутрішня політика Джадіда характеризувалася існуванням значного апарату внутрішньої безпеки та переслідуванням недумок. Він реалізував рішучу соціалістичну лінію (саме тому торгові спільноти зустріли з обуренням повалення Джадіда).
Сконцентрувавшись на вирішенні цивільних питань, Джадід фактично передав контроль над збройними силами Хафезу Асаду, не розглядаючи його як потенційну загрозу. Проте після поразки Сирії у Шестиденній війні виник конфлікт між Салахом Джадідом і Хафезом Асадом. Асад звинуватив Джадіда у неспроможності ефективно керувати країною та відстоювати ізраїльську загрозу. Під час того, як Джадід та його прихильники акцентували увагу на соціалізмі і «внутрішній революції», Асад вважав за необхідне сконцентруватися на антиізраїльській зовнішній політиці.
Асад поступово укріплював свої позиції, призначивши начальником штабу свого прибічника Мустафу Тласа і підкоривши ЗМІ своєму контролю. 16 листопада 1970 року Джадіда було знесено в результаті військового перевороту та заарештовано. Він залишався в ув'язненні до самої смерті 19 серпня 1993 .